# Nỗi buồn chiến tranh
Nỗi buồn chiến tranh, có giai đoạn mang tên Thân phận của tình yêu, là một tiểu thuyết của nhà văn Bảo Ninh.
Nỗi buồn chiến tranh ra đời năm 1987, xuất bản lần đầu tiên ở Việt Nam năm 1990. Nó trở thành một trong ba tiểu thuyết được Hội Nhà văn Việt Nam trao giải trong năm 1991, tuy nhiên sau đó giải thưởng đã bị thu hồi do sự phản đối của công chúng. Cuốn tiểu thuyết này gặp nhiều chỉ trích chủ yếu từ việc tác giả đã hư cấu ra nhiều tình tiết xúc phạm, bịa đặt về người lính Quân đội Nhân dân Việt Nam, và những nhận xét mang tính bôi nhọ cuộc kháng chiến chống Mỹ của dân tộc Việt Nam

## Xuất bản
Tiểu thuyết Nỗi buồn chiến tranh trở nên khá nổi tiếng vào thời đó. Trong một lần trả lời phỏng vấn, Bảo Ninh nói rằng khi xuất bản, Nhà xuất bản Hội Nhà Văn đề nghị đổi tên "Thân phận tình yêu" để dễ bán, nhưng tên này chỉ dùng một lần khi xuất bản đầu tiên. Sau khi được trao giải của hội nhà văn năm 1991 thì năm 1992 Nhà xuất bản Hội Nhà Văn tái bản, trả lại tên Nỗi buồn chiến tranh. 

## Xuất bản ở nước ngoài
Năm 1993, Nỗi buồn chiến tranh đã được dịch ra tiếng Anh với tên "The Sorrow of War", và sau đó được chuyển ngữ tại nhiều quốc gia trên thế giới. Cuốn sách tính đến năm 2011 đã được dịch và giới thiệu ở 18 quốc gia trên thế giới . Bản tiếng Anh được dịch bởi Frank Palmos, Võ Thị Băng Thanh, Phan Thanh Hảo.
Ngày 26 tháng 2 năm 2012, bản dịch tiếng Farsi (Ba Tư) của cuốn sách được giới thiệu ở Iran. Sách được in 2.000 bản, giá bán lẻ 52.000 rial (khoảng 70.000 đồng).
Tại Hàn Quốc, Nỗi buồn chiến tranh đã được dịch đầu tiên qua bản dịch tiếng Anh. Năm 2012, tác phẩm đã được dịch giả Ha Jae Hong chuyển ngữ từ nguyên tác tiếng Việt, Nhà xuất bản Asia phát hành.. Với tác phẩm này, Bảo Ninh đã 2 lần được vinh danh tại Hàn Quốc, gồm Giải thưởng Simhun năm 2016 và Giải thưởng Văn học châu Á (Asian Literature Award) lần thứ 2 năm 2018. Bảo Ninh trở thành tác giả duy nhất được lựa chọn trao Giải thưởng Văn học châu Á năm 2018.
Tính tới đầu năm 2019, tiểu thuyết Nỗi buồn chiến tranh có 18 bản dịch, 7 giải thưởng và đề cử ở 6 quốc gia, nhận được hơn 100 bài đánh giá. Riêng tại Hàn Quốc, Nhật Bản và Trung Quốc mỗi nơi đều có 2 phiên bản dịch Ngày 28 tháng 3 năm 2019, dịch phẩm Nỗi buồn chiến tranh được phát hành tại Trung Quốc với tên gọi "Chiến tranh ai ca", vào thời điểm này sách đã được dịch ra 20 thứ tiếng xuất bản tại 20 quốc gia trên thế giới..

## Chuyển thể
Tháng 8 năm 2022, Nhà hát Kịch Hà Nội khởi công dàn dựng vở "Trái tim người Hà Nội" với nội dung dựa trên Nỗi buồn chiến tranh. Đây là lần đầu tiên tiểu thuyết Nỗi buồn chiến tranh được chuyển thể lên sân khấu kịch nói. Tác giả kịch bản là Phùng Nguyễn, đạo diễn và âm nhạc là Nghệ sĩ ưu tú Tiến Minh và Họa sĩ, Nghệ sĩ nhân dân Doãn Bằng; biên đạo múa Nghệ sĩ ưu tú Thanh Nam; phục trang Tuyết Lê, Thu Hà; chỉ đạo nghệ thuật là Nghệ sĩ nhân dân, Giám đốc Nhà hát kịch Hà Nội Nguyễn Trung Hiếu. Hai nhân vật chính do hai nghệ sĩ trẻ thủ vai là Tiến Lộc (vai Kiên) và Thuỳ Dương (vai Phương). Buổi diễn đầu tiên diễn ra tối 22 tháng 11 năm 2022. Vở kịch tham gia Liên hoan quốc tế sân khấu thử nghiệm lần thứ V diễn ra tại Hà Nội và Hải Phòng từ ngày 15-26 tháng 11 năm 2022.

## Chỉ trích
Khi cuốn sách được giải thưởng của Hội Nhà Văn Việt Nam, dư luận đã phản đối dữ dội, đặc biệt là Tạp chí Cộng sản có bài phê phán:
“Bằng sự bôi nhọ sự nghiệp chống Mỹ của nhân dân ta, Bảo Ninh không chỉ xúc phạm đến những người đang sống… Tác giả Nỗi buồn chiến tranh còn muốn giết chết hẳn những người đã vĩnh viễn nằm xuống để cho “dân tộc quyết sinh”… Đó là sự khai tử của một ngòi bút quá nhẫn tâm đã coi họ là vật hy sinh mù quáng cho những cuồng vọng của con người”
Trước sự phản đối dữ dội, Ban Lãnh đạo Hội Nhà Văn Việt Nam khi đó đã phải tự phê bình bằng văn bản, đọc trước toàn Đại hội lần thứ V. Riêng Nhà văn Vũ Tú Nam, lãnh đạo cao nhất của Hội, khi trả lời phỏng vấn đã nhận trách nhiệm: “Trách nhiệm thuộc về toàn thể Ban Chấp hành, nhưng tôi là người chịu trách nhiệm trước nhất. Sự phê phán của công luận sau đó là chính đáng”.